# Nella Alverà
Nella Alverà (Cortina d'Ampezzo, 9 dicembre 1930) è una giocatrice di curling italiana, del Curling Club 66 Cortina.
Ha fatto parte della nazionale italiana di curling per ben dieci anni quasi ininterrotti, partecipando a cinque campionati mondiali e cinque campionati europei.
Nella vince una medaglia d'argento al campionato europeo di Kirkcaldy, in Scozia, nel 1982. La squadra composta da Maria Grazia Lacedelli, Ann Urquhart, Angela Constantini e dalla stessa Alverà segnerà il miglior risultato della nazionale italiana femminile, risultato che verrà eguagliato solo nel 2006 dalla squadra dell'olimpionica Diana Gaspari.